# Marta Segú
Marta Segú Rueda   (nacida el 22 de junio de 1995 en  Barcelona, Cataluña) es una jugadora de hockey sobre hierba española.

## Carrera internacional
Es medalla de bronce en Campeonato Europeo de Hockey sobre Hierba Femenino de 2019 disputado en Bélgica.